# 4203 Brucato
A 4203 Brucato (ideiglenes jelöléssel 1985 FD3) a Naprendszer kisbolygóövében található aszteroida. Carolyn Shoemaker fedezte fel 1985. március 26-án.